# 甲州街道、長州路ほか
- 街道をゆく > 甲州街道、長州路ほか

『甲州街道、長州路ほか』（こうしゅうかいどう ちょうしゅうじ ほか）は、司馬遼太郎の紀行文集『街道をゆく』の第1巻。
「週刊朝日」の1971年1月1日号から7月9日号に連載された。
単行本：1971年9月発行、353P。朝日文庫版：1978年10月20日発行、268P。新装ワイド版：2005年1月発行、301P。

## 構成
第一章　湖西のみち
第二章　竹内街道
第三章　甲州街道
第四章　葛城みち
第五章　長州路